# Sardinella maderensis
El machuelo o alacha de Madeira (Sardinella maderensis) es una especie de pez clupeiforme de la familia Clupeidae.

## Morfología
Los machos pueden alcanzar 37,3 cm de largo total y 927 g de peso.

## Hábitat
Es un pez de mar y de agua salobre, pelágico, de clima subtropical (46 ° N - 23 ° S, 17 ° W - 36 ° E) y que vive hasta los 80 m de profundidad.

## Distribución
Se encuentra desde Gibraltar hasta Angola. También está presente al sur y al este de la Mediterráneo y penetra en el Canal de Suez.

## Comportamiento
Forma bancos en las aguas costeras.

### Reproducción
Tiene lugar entre julio y septiembre.

### Alimentación
Su alimentación se compone de pequeños invertebrados planctónicos, larvas de peces y fitoplancton.

## Valor comercial
Se comercializa fresco, congelado y adobado con sal.